# 27844 Fumitake
27844 Fumitake este o planetă minoră (asteroid), cu un diametru de 3,851 km, din centura de asteroizi. A fost descoperită pe 2 octombrie 1994 la Kitami Observatory⁠(d) de Kin Endate. 
Obiectul prezintă o orbită caracterizată de o semiaxă mare de 2,2861623 UAi, o excentricitate de 0,13, o înclinație de 5,51821 ° în raport cu ecliptica.